# Ianduba
Ianduba là một chi nhện trong họ Corinnidae.

## Các loài
- Ianduba abara Bonaldo & Brescovit, 2007
- Ianduba caxixe Bonaldo, 1997
- Ianduba mugunza Bonaldo & Brescovit, 2007
- Ianduba patua Bonaldo, 1997
- Ianduba paubrasil Bonaldo, 1997
- Ianduba varia (Keyserling, 1891)
- Ianduba vatapa Bonaldo, 1997